# (24910) Haruoando
(24910) Haruoando est un astéroïde de la ceinture principale.

## Description
(24910) Haruoando est un astéroïde de la ceinture principale. Il fut découvert le 14 février 1997 à Nanyo par Tomimaru Okuni. Il présente une orbite caractérisée par un demi-grand axe de 2,30 UA, une excentricité de 0,21 et une inclinaison de 1,2° par rapport à l'écliptique.

## Compléments